# Ryang Yong-gi
Ryang Yong-gi (hangul: 량용기, hancha: 梁勇基; ur. 7 stycznia 1982 w Tadaoce) – północnokoreański piłkarz występujący na pozycji środkowego pomocnika w klubie Vegalta Sendai.

## Kariera klubowa
Ryang Yong-gi jest wychowankiem klubu Hannan University. W 2003 został zawodnikiem drugoligowego klubu Vegalta Sendai. Z Vegaltą awansował do J1 League w 2009. W klubie występował do zakończenia sezonu 2019 i łącznie rozegrał 584 meczów, w których zdobył 81 bramek.
8 stycznia 2020, podpisał kontrakt z Sagan Tosu.

## Kariera reprezentacyjna
W 2008 roku Ryang Yong-gi zadebiutował w reprezentacji Korei Północnej. W 2011 został powołany do kadry na Puchar Azji.